# Premio Mayahuel de Plata
El Premio Mayahuel de Plata es un reconocimiento otorgado en el Festival Internacional de Cine en Guadalajara desde el 2003. Con su entrega, se premia a una figura del cine nacional e internacional por su trayectoria. El nombre se debe a la diosa mexica Mayáhuel.
El homenaje del festival consiste en un ciclo retrospectivo del trabajo del homenajeado y una ceremonia especial donde se le entrega el reconocimiento.
En el 2003 se le otorgó a Alfredo Ripstein Jr., productor de cine y padre del director Arturo Ripstein.

## Palmarés
| Año  | Ganador                   | Labor                            |
| ---- | ------------------------- | -------------------------------- |
| 2003 | Alfredo Ripstein          | Productor                        |
| 2004 | Ana Ofelia Murguía        | Actriz                           |
| 2004 | Vittorio Storaro          | Director de fotografía           |
| 2005 | Jorge Fons                | Director                         |
| 2006 | Pedro Armendáriz Jr.      | Actor                            |
| 2006 | Marisa Paredes            | Actriz                           |
| 2007 | Vicente Leñero            | Guionista                        |
| 2008 | Bertha Navarro            | Productora                       |
| 2009 | Víctor Gaviria            | Director                         |
| 2009 | Gael García Bernal        | Actor y Director                 |
| 2009 | Manuel González Casanova  | Crítico, Investigador y Promotor |
| 2010 | Agnès Varda               | Cineasta                         |
| 2010 | María Rojo                | Actriz                           |
| 2010 | Matt Dillon               | Actor y Director                 |
| 2011 | Diana Bracho              | Actriz                           |
| 2012 | Gabriel Retes             | Actor y Director                 |
| 2012 | Alfredo Joskowicz         | Director                         |
| 2013 | Ernesto Gómez Cruz        | Actor                            |
| 2013 | Ángela Molina             | Actriz                           |
| 2013 | Jan Troell                | Cineasta                         |
| 2014 | María Victoria Cervantes  | Actriz y Cantante                |
| 2015 | Isela Vega                | Actriz                           |
| 2015 | Victoria Abril            | Actriz                           |
| 2015 | Jaime Humberto Hermosillo | Director                         |
| 2015 | Bernardo Bertolucci       | Director                         |
| 2016 | Antonio Banderas          | Actor                            |
| 2016 | Alfonso Arau              | Actor y Director                 |
| 2017 | Ofelia Medina             | Actriz                           |
| 2017 | Paulo Branco              | Productor                        |
| 2018 | Ventura Pons              | Director, Productor y Guionista  |
| 2018 | José Carlos Ruiz          | Actor                            |
| 2019 | Peter Fonda               | Actor                            |
| 2019 | Blanca Guerra             | Actriz                           |
| 2020 | Héctor Suárez             | Actor                            |
| 2021 | Carlos Saura              | Director                         |
| 2021 | Elsa Aguirre              | Actriz                           |
| 2022 | Daniel Giménez Cacho      | Actor                            |
| 2023 | Arcelia Ramírez           | Actriz                           |
| 2023 | Roberto Perpignani        | Editor                           |
| 2023 | Raúl Padilla López        | Promotor de cine y cultura       |
| 2024 | Diego Luna                | Actor                            |
| 2024 | Alfredo Castro            | Actor                            |
| 2024 | Álex de la Iglesia        | Director                         |
| 2024 | Enrique Cerezo            | Productor de cine español        |
| 2024 | Najwa Nimri               | Actriz y Cantante                |
| 2025 | Dolores Heredia           | Actriz                           |

## Ediciones

### 2006
La edición 2006 rindió homenaje al actor Pedro Armendáriz Jr.. La ceremonia de entrega del premio de 2006 se realizó el 27 de marzo. Las cintas escogidas para la retrospectiva fueron:
- La ley de Herodes (1999), de Luis Estrada.
- Cadena perpetua (1979), de Arturo Ripstein
- La pasión según Berenice (1976) de Jaime Humberto Hermosillo.
- La soldadera (1967) de José Bolaños.
- Cinco mil dólares de recompensa (1974), colaboración de Jorge Fons (director) y Arturo Ripstein (adaptador).

### 2007
La edición 2007 rindió homenaje al guionista Vicente Leñero. Las películas que el propio Vicente escogió para su proyección como parte del homenaje, y para las que ha escrito o adaptado guiones cinematográficos, son:
- Los albañiles Jorge Fons, 1976)
- Cadena perpetua (Arturo Ripstein, 1979)
- Mariana, Mariana (Alberto Isaac, 1987)
- Miroslava (Alejandro Pelayo, 1993)
- El callejón de los milagros (Jorge Fons, 1995)
- El crimen del padre Amaro (Carlos Carrera, 2002)

### 2008
La edición 2008 rindió homenaje a la productora Bertha Navarro. Las películas que se proyectaron en su honor como parte de su filmografía fueron:
- Un embrujo (1998), dirigida por Carlos Carrera.
- Cabeza de Vaca (1991), dirigida por Nicolás Echevarría.
- La invención de Cronos (1993), dirigida por Guillermo del Toro.
- Cobrador: In God we trust (2006), dirigida por Paul Leduc.